# Шармуа, Франсуа Бернар
Франц Фра́нцевич Шармуа́ (фр. François Bernard Charmoy; 14 мая 1793, Сульс-О-Рен — 9 декабря 1868, Ауст-сюр-Си) — французский востоковед, много лет преподававший в России.

## Биография
Родился в Сульс-О-Рен (Эльзас) 14 мая 1793 года.
Познакомился с ивритом и арабским языком в колледже в Фальсбуре. В 1810 году он уехал изучать право в Париж, где также изучал арабский язык под руководством Сильвестра де Саси. Затем некоторое время работал в суде. Был членом парижской масонской ложи.
Когда при Петербургском педагогическом институте была учреждена кафедра арабского и персидского языков, учебное начальство обратилось к Сильвестру де Саси, как авторитету в своей специальности, с просьбой указать достойных преподавателей арабского и персидского языков. Де Саси указал на двух лучших своих учеников — Шармуа и Деманжа, которые и были приглашены в Петербург и с 1 сентября 1817 года были определены профессорами в Педагогический институт; Шармуа занял кафедру персидского языка, после преобразования института в Императорский Санкт-Петербургский университет в 1819 году Шармуа продолжал преподавать по той же кафедре до 1822 года, когда был вынужден уволиться из-за конфликта с попечителем учебного округа Д. П. Руничем.
В 1817 году Шармуа был также причислен к Коллегии иностранных дел. В это же время он стал наставником в доме графа Нессельроде, а впоследствии у Молчановых. В 1822 году после увольнения из университета], Шармуа перешёл на службу в Азиатский департамент Министерства иностранных дел. При учреждении при этом департаменте в 1823 году Учебного отделения восточных языков Шармуа был определён туда профессором персидского и турецкого языков.
В октябре 1829 года Шармуа уехал в отпуск во Францию, откуда возвратился только в следующем году, а в начале 1831 года он вернулся в Петербургский университет — профессором персидского языка. Одновременно, Шармуа продолжал занимать профессорскую кафедру в Учебном отделении восточных языков при Азиатском департаменте. Помимо профессуры, Шармуа с 1829 года занимал должность почётного библиотекаря Императорской публичной библиотеки и с 1835 года — цензора. В октябре 1829 года Шармуа был избран членом-корреспондентом Императорской Академии наук, и в мае 1832 году был утверждён в звании адъюнкта Академии по части восточной словесности. Впоследствии, при увольнении Шармуа от звания адъюнкта, он был избран в почётные члены Академии.
Слабость здоровья принудила Шармуа оставить службу: в сентябре 1835 года он вышел в отставку и возвратился во Францию, где поселился в своем поместье близ Тулона. В конце 1840-х гг. вернулся к научной деятельности, посвятив себя преимущественно изучению истории курдов.
В 1843 году в Россию пришло известие о его смерти, что вызвало появление биографических работ о нем П. А. Плетнёва (О жизни и трудах Ф. Ф. Шармуа // Современник. — 1843. — № 4/6) и П. С. Савельева (О жизни и трудах Ф. Ф. Шармуа. — СПб., 1845), написанных в жанре некролога. Однако его жизнь ещё продолжалась долго: умер он 9 декабря 1868 года.

## Научные исследования
В 1829 году Шармуа опубликовал свой первый крупный труд — перевод фрагмента поэмы Низами Гянджеви «Искандер-наме», повествующего о походе Александра Македонского на Русь, с персидского языка на французский. Этот фрагмент (980 стихов) был первоначально переведён учеником Шармуа, рано умершим Людвиком Шпицнагелем (1807—1827), после смерти которого Шармуа его полностью переделал, сверил исходный текст с различными рукописными вариантами, оказавшимися в его распоряжении, снабдил аналитическим очерком о поэме в целом, биографией Низами и т. д. По оценке рецензента этой книги Николая Полевого, «книга, изданная г. Шармуа, есть подарок не только учёному свету, но и вообще просвещённым читателям, <…> труд истинно-учёного ориенталиста и знатока своего дела».

В 1833 году Шармуа прочитал в торжественном собрании в Санкт-Петербургском университете, а затем опубликовал отдельным изданием речь «О полезности восточных языков для истории России» (фр. Sur l’utilité des langues orientales pour l’histoire de la Russie), в которой, в частности, указал:

восточные языки весьма важны для России в историческом отношении, и что они могут способствовать не только тому, чтобы отчасти рассеять потёмки, которые окружают колыбель русского народа, но ещё и прояснить некоторые тёмные страницы его летописей.

Кроме того, в бытность свою в России Шармуа опубликовал сочинения «Отношение Масуди и других мусульманских авторов к древним славянам» (фр. Relation de Masoudy et d'autres auteurs musulmans sur les anciens slaves; 1833) и «Поход Тимурленга, или Тамерлана, против Тохтамыша, хана улуса Джучи, в 798 году Хиджры» (фр. Expédition de Timour-i-Lenk ou Tamerlan contre Toqtamiche khân de l'oûloûs de Djoutchy en 798 de l'Hégire; 1835). Итогом последующей многолетней работы Шармуа стал комментированный перевод с персидского на французский язык истории курдского народа «Шереф-наме»; первый том этого труда вышел в 1868 году в Санкт-Петербурге, а завершено издание было уже после смерти Шармуа, в 1876 году.
В России он был награждён орденами Св. Анны 3-й (1820) и 2-й (1826) степеней, Св. Владимира 3-й степени (1833). Также он был награждён бриллиантовым перстнем с вензелями за разбор Ардебильского и Ахалцихского собраний восточных рукописей.